# Etelrico de Bernicia
Etelric (en idioma inglés Æthelric) fue rey de Bernicia desde 568 hasta 572. Etelric fue el padre de Etelfrido, quien fue el primer monarca que reinó en Deira y Bernicia al mismo tiempo, reinos que se fusionarion formando Northumbria.
Etelric fue uno de los muchos hijos de Ida, el primer líder de Bernicia. Poco se sabe de la vida y reino de Etelric, dada la poca documentación de esta época. Las pocas fuentes de información que existen varían ampliamente en el orden y duración de los reinos de los reyes bernicianos que vivieron entre la muerte de Ida y el comienzo del reino de Etelfrido en 592/593.
| Predecesor: Adda | Rey de Bernicia 568 - 572 | Sucesor: Teodric |

- Datos: Q272249